# Copa São Paulo de Futebol Júnior de 1969
A Copa São Paulo de Futebol Júnior de 1969 foi a 1ª edição da competição. Estava inserida nos Jogos Comemorativos de Fundação do Aniversário de São Paulo, promovidos pelas Secretarias de Bem Estar Social e o Departamento Municipal de Esportes por ocasião dos festejos do 415º aniversário da cidade, e que incluía também a disputa de outras modalidades além do futebol, como basquete, futebol de salão, handebol e pedestrianismo. 
A primeira Copinha teve a participação somente de equipes paulistanas. Apenas quatro confirmaram participação na primeira edição: Corinthians, Palmeiras, Juventus e Nacional. A Prefeitura do Município de São Paulo desejava realizar um torneio entre os clubes profissionais da cidade. Entretanto, os atletas destes clubes estavam em período de férias e a solução foi criar um campeonato para a categoria juvenil..
As partidas foram disputadas no Centro Educacional e Esportivo Vicente Ítalo Feola, no bairro da Vila Nova Manchester. O campeão foi o Corinthians.

## Equipes participantes
| Localidade | Equipe      | Cidade    | Participação (última) |
| ---------- | ----------- | --------- | --------------------- |
| São Paulo  | Corinthians | São Paulo | 1ª (–)                |
| São Paulo  | Juventus-SP | São Paulo | 1ª (–)                |
| São Paulo  | Nacional-SP | São Paulo | 1ª (–)                |
| São Paulo  | Palmeiras   | São Paulo | 1ª (–)                |

## Tabela

### Semifinal
| 24 de janeiro de 1969 | Nacional | 5–1 | Palmeiras | Centro Esportivo Vicente Ítalo Feola, São Paulo |
| 9:00 (UTC−3)          |          |     |           |                                                 |

| 24 de janeiro de 1969 | Corinthians | 4–1 | Juventus | Centro Esportivo Vicente Ítalo Feola, São Paulo |
| 12:00 (UTC-3)         |             |     |          |                                                 |

### Final
| 25 de janeiro de 1969 | Corinthians | 1–0 | Nacional | Centro Esportivo Vicente Ítalo Feola, São Paulo |
| 16:00 (UTC−3)         |             |     |          |                                                 |